# Ältranunkel
Ältranunkel (Ranunculus flammula) är en medelstor ört med gula blommor som blommar från juni till juli, och förekommer i hela Sverige.
Äldre svenska namnformer är Ältgräs, Iktegräs och Värkört.